# Hofbrauhaus Wolters
Die Hofbrauhaus Wolters GmbH ist eine regionale Großbrauerei in Braunschweig und die größte Privatbrauerei Niedersachsens. Das Hofbrauhaus Wolters hat eine Tradition, die bis ins Jahr 1627 zurückgeht. Die Auszeichnung „Herzogliches Hofbrauhaus“ wurde der Brauerei 1882 verliehen, woraus bis heute die Berechtigung für die weitere Nutzung des Präfixes Hof abgeleitet wird. Zu den bekanntesten Biermarken gehören Wolters Pilsener und der Schwarze Herzog.

## Geschichte

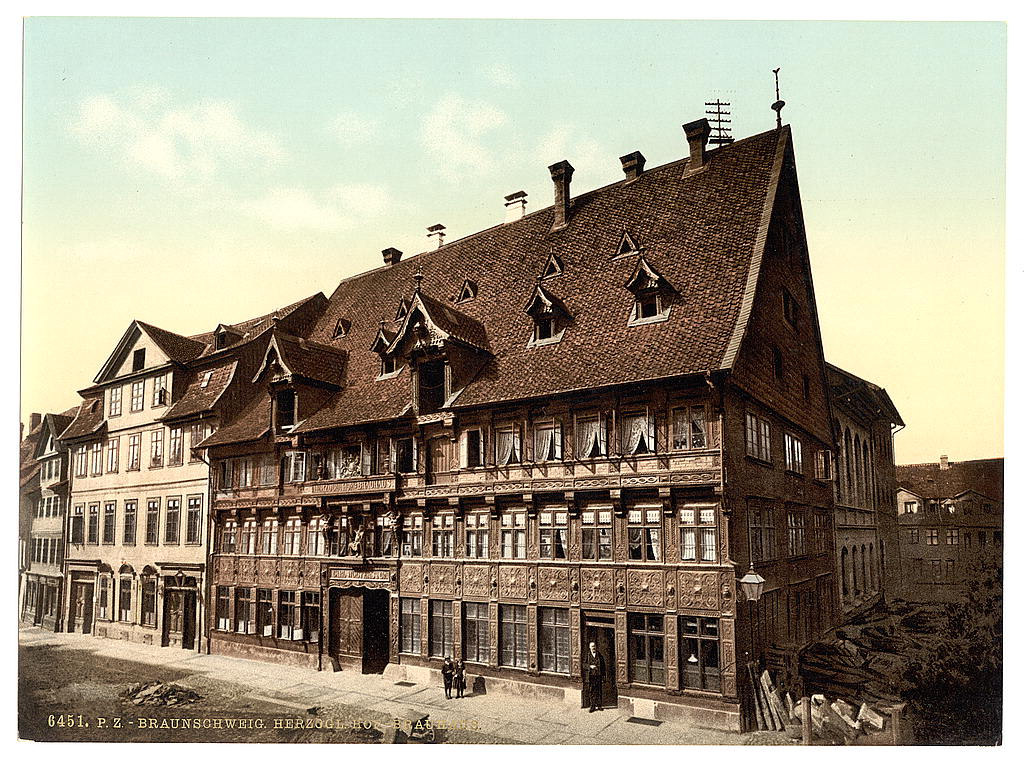
Haus zur Hanse um 1900

### Stammhaus
Am 19. Juni 1627 heiratete der damalige Braunschweiger Bürgermeister Zacharias Boiling die Witwe Haberland (Haverland) und wurde Mitbesitzer des „Hauses zur Hanse“ in der Güldenstraße. Mit dem Erwerb des Braurechts konnte Boiling erstmals Bier brauen und verkaufen. Somit wurde das „Haus zur Hanse“ zum Stammhaus des späteren Hofbrauhauses Wolters. Nach dem Tod Boilings übernahm Peter Warnecke das Brauhaus und vererbte es später seinem Sohn.
1734 heiratete Heinrich Levin Wolters in die Familie ein und gab der Brauerei seinen Namen. In diesem Jahr wurde das Brauhaus Wolters erstmals in der Stadtgeschichte erwähnt. Sein Sohn Johann Heinrich Wolters gründete 1763 die Wolters & Co.
Unter der Führung seines Enkels Carl Wolters wuchs die Brauerei stetig. In den 1870er Jahren stieg der Umsatz auf ca. 30.000 Hektoliter, und die Brauerei stieß im Stammhaus an der Güldenstraße an ihre Grenzen.
Nach dem Bezug des Neubaus wurde die alte Brauerei in eine Gaststätte umgewandelt. Das „Haus zur Hanse“ wechselte mehrmals den Besitzer. So wurde es mehrfach von Wolters verkauft und wenig später wieder zurückgekauft. Heute wird das „Haus zur Hanse“ als gehobenes Hotel mit Restaurant genutzt.

### Aufstieg

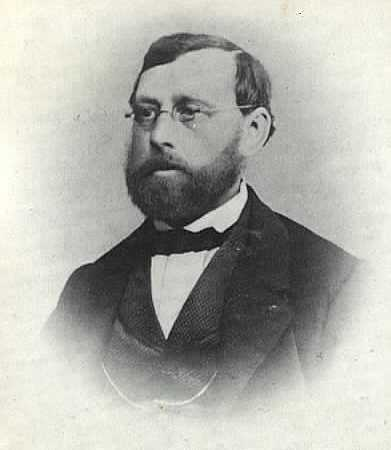
Carl Christian Julius Wolters

Carl Christian Julius Wolters kaufte ein großes Areal am Südrand der Stadt und ließ dort eine moderne Brauerei errichten. 1876 zog das Unternehmen in die neuen Geschäfts- und Brauereigebäude auf dem Grundstück Wolfenbütteler Straße 39 ein.
Am 3. April 1876 verlieh Herzog Wilhelm zu Braunschweig ihm den Titel „Hofbierbrauer“. 1882 wurde die Brauerei mit dem Prädikat „Herzogliches Hofbrauhaus“ ausgezeichnet.
Nach Carl Christian Julius Wolters’ Tod 1886 führten seine Söhne gemeinsam das Unternehmen. Als 1894 Carl Alwin Wolters starb, wurde Carl August Wolters Alleininhaber der Gesellschaft. 1903/1904 wurden erstmals über 100.000 Hektoliter Bier produziert und das Hofbrauhaus galt als Großbrauerei.
1920 schlossen sich die Gesellschaft Herzogliches Hofbrauhaus Carl Wolters & Co. und die Balhornsche Bierbrauerei AG zur Hofbrauhaus Wolters und Balhorn AG zusammen. Die Brauerei Balhorn wurde erstmals 1692 schriftlich erwähnt, 1830 erhielt der damalige Inhaber August Balhorn den Titel „Hofbierbrauer“.
Seit 1940 firmiert die Gesellschaft unter Hofbrauhaus Wolters AG. Mit dem Tod von Carl August Wolters im Jahre 1943 endete die Ära des Familienunternehmens Wolters. Sechs Generationen bzw. über 200 Jahre lang war die Brauerei in Familienbesitz.

### Brauherren von 1627 bis 1943

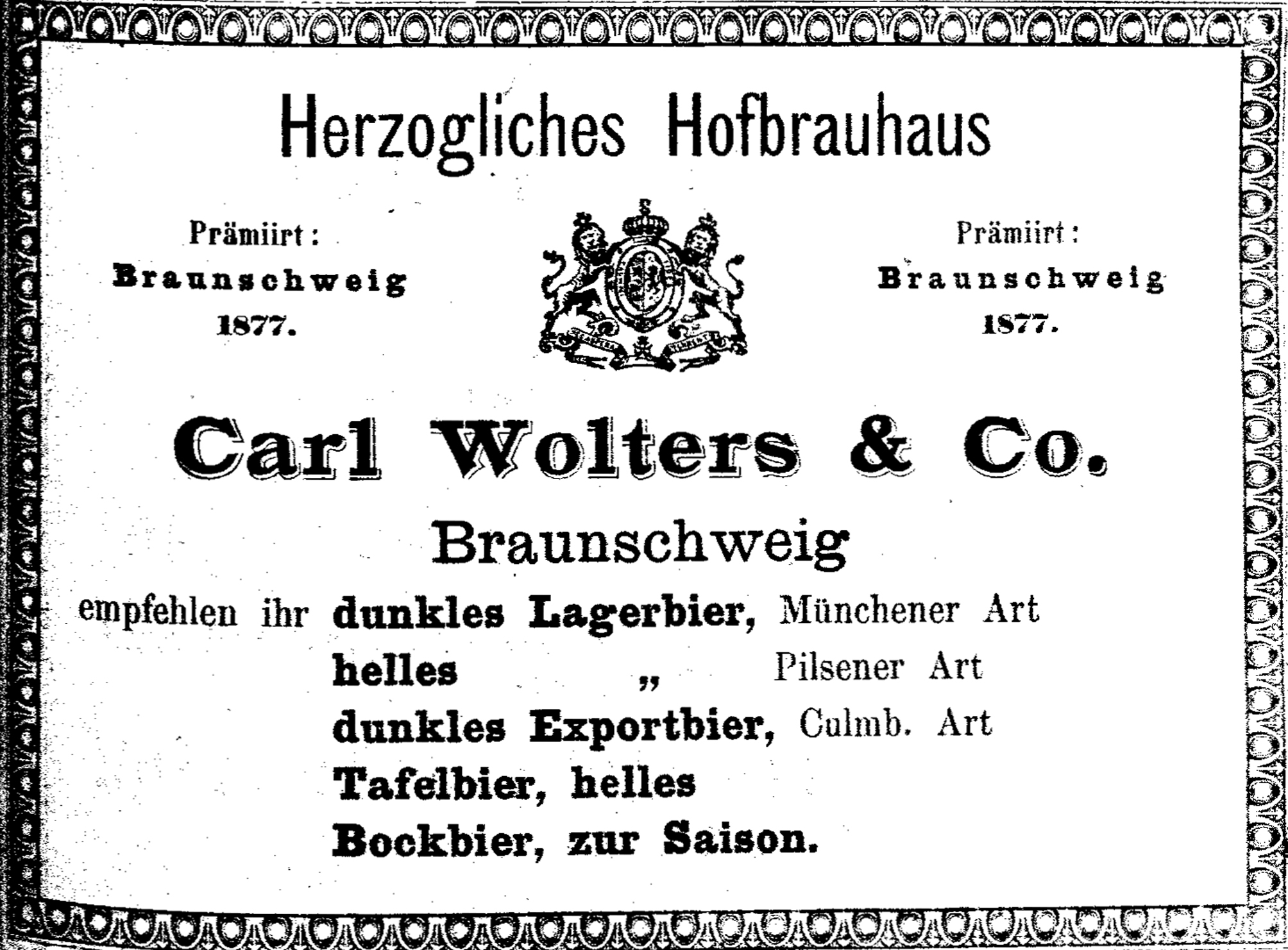
Werbeanzeige, Braunschweigisches Adreß-Buch für das Jahr 1894

Eine Übersicht der Lebensdaten der Eigentümer der Brauerei Wolters:
- 1597–1664: Zacharias Boiling
- 1624–1687: Peter Warnecke
- 1665–1727: Hans Heinrich Warnecke
- 1700–1762: Heinrich Levin Wolters
- 1736–1808: Johann Heinrich Wolters
- 1778–1835: Johann Friedrich Martin Wolters
- 1817–1886: Carl Christian Julius Wolters
- 1859–1894: Carl Alwin August Reinhard Wolters
- 1860–1943: Carl August Jacob Willi Wolters

### Nachkriegszeit und Übernahme

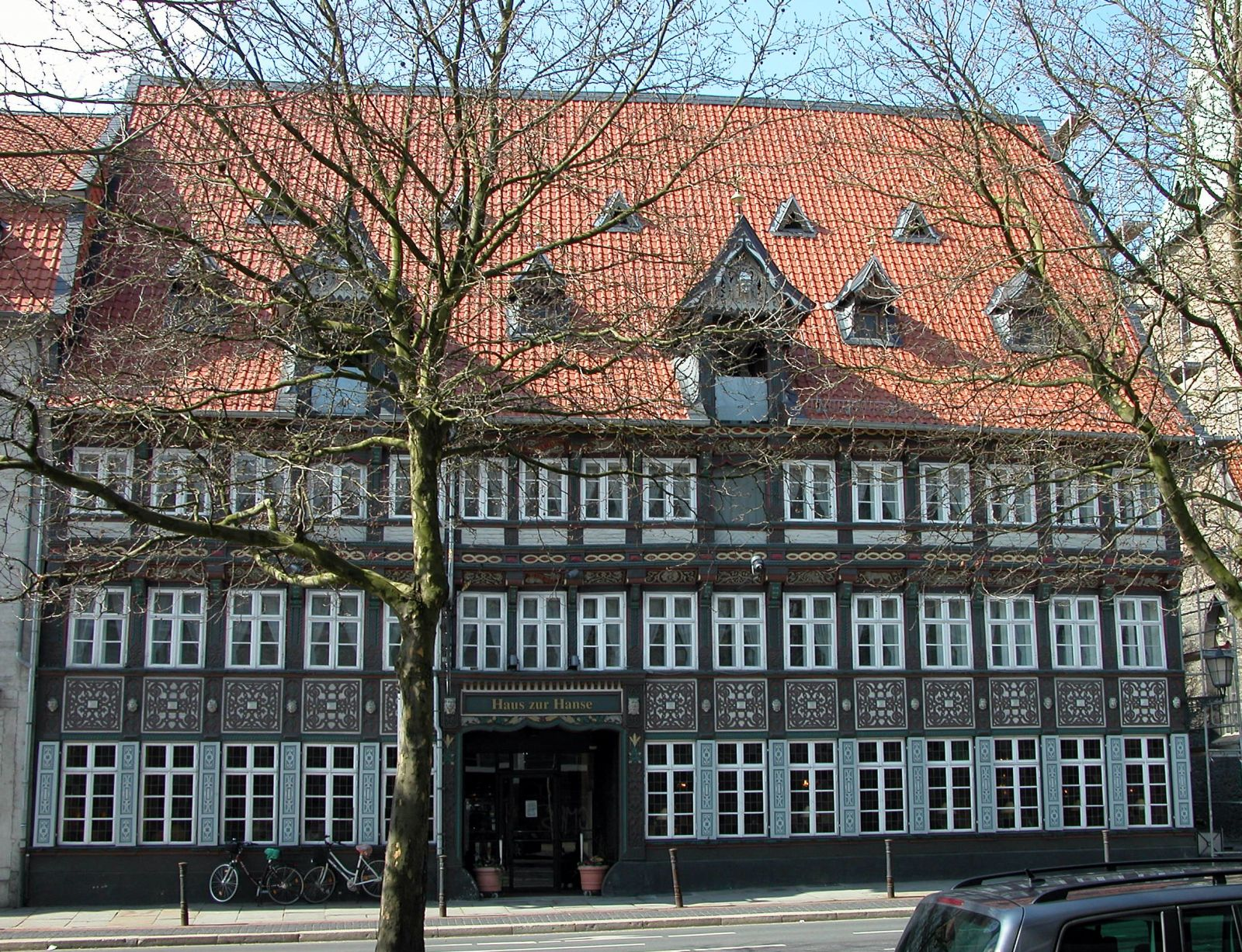
„Haus zur Hanse“

Im Zweiten Weltkrieg wurde die Brauerei durch Luftangriffe zu mehr als einem Drittel zerstört. 1947 übernahm die Erbengemeinschaft Dr. Wolters die Geschäftsführung der Hofbrauhaus Wolters AG. In der Nachkriegszeit mussten der Wiederaufbau der teilweise zerstörten Brauerei und der Wegfall des mittel- bzw. ostdeutschen Marktes bewältigt werden.
Mit dem Neuaufbau kam auch der Aufschwung. 1976 wurde die Brauerei erweitert und mit der damals leisesten Flaschenabfüllanlage der Welt modernisiert.
Im Jahre 1985 übernahm die Gilde Brauerei aus Hannover mit 83,28 % die Aktienmehrheit an der Hofbrauhaus Wolters AG. Ab 1989 bestand ein Beherrschungs- und Gewinnabführungsvertrag. Die Gilde-Gruppe wurde ihrerseits 2003 vom belgischen InterBrew-Konzern übernommen. InterBrew erwarb weitere 6,68 % der Aktien der Hofbrauhaus Wolters AG.

### Abwendung der Schließung

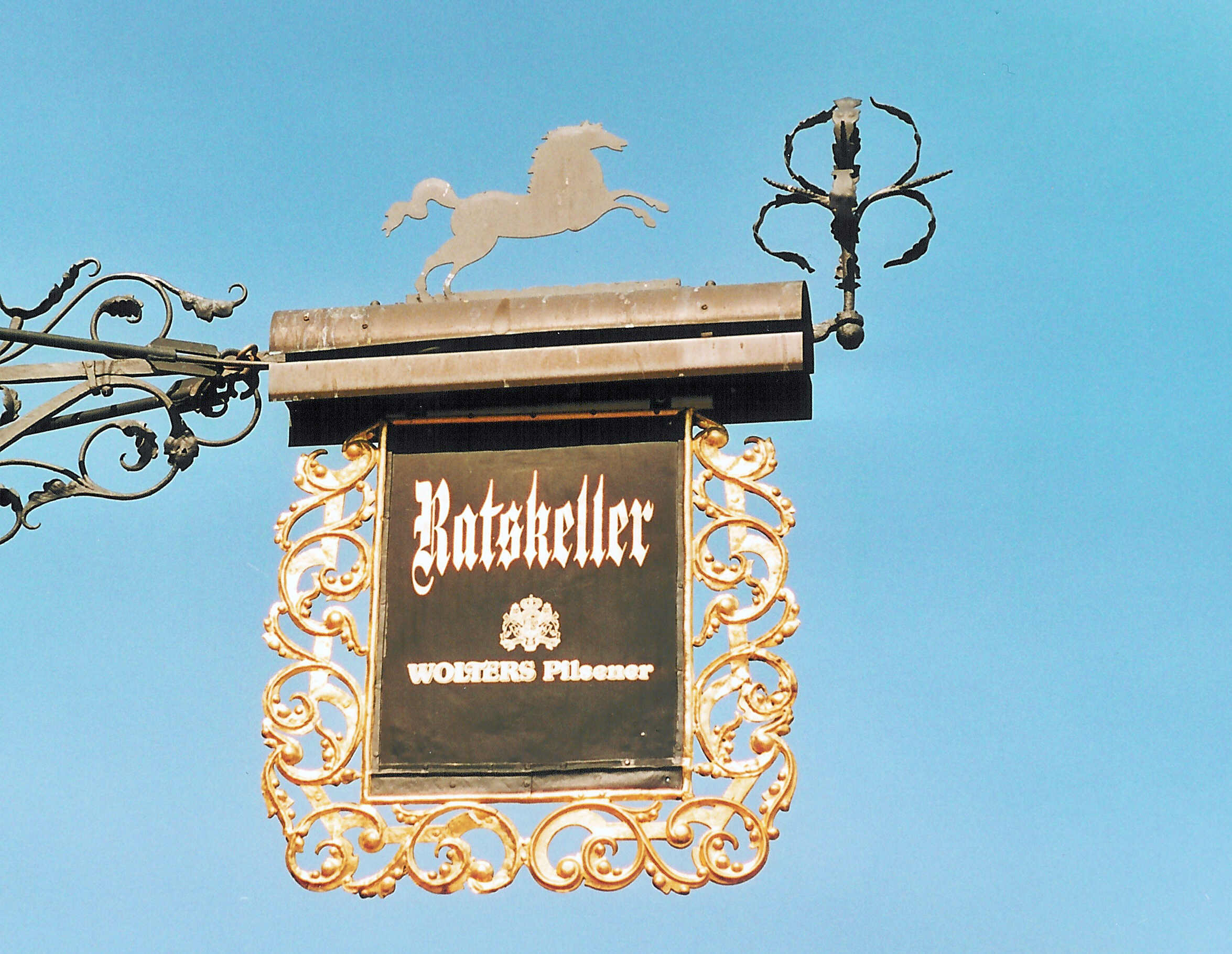
Wirtshausschild des Ratskellers in Wolfenbüttel mit Sachsenross und Brauereiwerbung

Am 2. Dezember 2005 verkündete InBev Deutschland die Schließung der Brauerei und Liquidation der Aktiengesellschaft mit der Begründung, dass die Brauerei innerhalb des weltweiten Brauerei-Netzes des Konzerns nicht mehr wirtschaftlich zu betreiben sei. Allerdings schrieb Wolters im vorhergehenden Geschäftsjahr schwarze Zahlen.
Mit der Schließung des Betriebs wären über hundert Arbeitsplätze gefährdet gewesen. Zudem ist die Traditionsbrauerei in der Stadt und der Region verankert und leistet Sponsoring im kulturellen und sportlichen Bereich.
In der ganzen Region wurden zahlreiche Aktionen für die Rettung von Wolters gestartet. So organisierten sich Gruppen in Internetforen, um Unterschriftenaktionen zu starten. Unter dem Motto „Rettet Wolters“ gab es Sonderpreis-Aktionen des Handels und in zahlreichen Braunschweiger Diskotheken und Kneipen „Rettet-Wolters-Partys“. Einmal mehr zeigte sich die starke Markentreue und regionale Verbundenheit der Biertrinker in der Region Braunschweig.
Nach schwierigen, zuletzt geheim geführten Verhandlungen schlossen am 26. Mai 2006 die Hofbrauhaus Wolters AG und eine Investorengruppe einen Vertrag über den Verkauf des Brauereibetriebs. Die Erwerbergemeinschaft aus vier ehemaligen Managern (Thomas Renneke, Wilhelm Koch, Hans-Peter Lehna und Hanns-Bernd de Wall) übernahm die Brauerei für netto 7 Millionen Euro. Nach der Übergabeabwicklung firmierte die Gesellschaft als Hofbrauhaus Wolters GmbH mit Sitz in Braunschweig.
Die Stadt Braunschweig kaufte das Brauereigelände für 3 Millionen Euro von InBev und verpachtete es an die Hofbrauhaus Wolters GmbH auf dem Wege des Erbbaurechts. InBev stellte den Verkaufserlös als Startkapital zur Verfügung. Der gesamte Kaufpreis von 8,3 Millionen Euro war in monatlichen Raten von 110.000 Euro (Zinssatz 4 % pro Jahr) abzuzahlen.

### Erneute Eigenständigkeit ab 2006
Der Geschäftsbetrieb ging am 1. Oktober 2006 an die neue Geschäftsführung über, einschließlich der Markennamen „Wolters“ und „Schwarzer Herzog“, sowie des Gaststätten-Netzes.
Nach über einem Jahr Fortbestand der nun selbständigen Brauerei konnte 2007 der 380. Geburtstag der Traditionsbrauerei gefeiert werden. Trotz des Abwärtstrends auf dem deutschen Biermarkt konnte Wolters seine Absatzmengen halten. Das erste Geschäftsjahr der größten Privatbrauerei Niedersachsens war so erfolgreich, dass zum August 2008 bereits ein Viertel des Kaufpreises zurückgezahlt wurde. Der Erfolg des Unternehmens gründet auf den gemeinsamen Anstrengungen der Stadt Braunschweig, der Wolters-Belegschaft, der neuen Geschäftsführung und der Konsumenten. So wurden alle Mitarbeiter weiterbeschäftigt, eine frühere Wolters-Marke wieder eingeführt, Modernisierungen vorgenommen und eine neue Werbekampagne gestartet.
Seit den 1980er Jahren braute Wolters zur Herbstzeit Oktoberfestbier bzw. seit Mitte der 1990er Jahre Oktoberbier. Aufgrund einer Klage des Vereins Münchner Brauereien gegen die Verwendung des Namens Oktoberbier wurde 2009 Wolters die Nutzung dieses Namens verboten. Die dem Verein Münchner Brauereien angehörigen Brauereien Augustiner, Hacker-Pschorr, Spaten-Franziskaner, Löwenbräu, Paulaner und Hofbräuhaus haben den Begriff Oktoberfestbier als Kollektivmarke schützen lassen. Wegen der für Wolters schlechten Erfolgsaussichten stimmte das Unternehmen dem vom Gericht vorgelegten Vergleich zu, um weitere Abmahnungen und Schadensersatzforderungen zu vermeiden.
Mit Wirkung zum 1. September 2013 übernahm Wolters die Colbitzer Heide-Brauerei. 3 Millionen Euro wurden unter anderem in ein neues Sudhaus investiert.
Im Jahre 2020 stieg die Volksbank BRAWO eG als Gesellschafter bei Wolters ein. Im Juni 2021 wurde bekanntgegeben, dass die Bank jetzt im Besitz von 100 % der Anteile ist.

## Produkte
Anfangs wurde obergäriges Bier gebraut. Ab der Mitte des 19. Jahrhunderts wechselte Wolters die Brauart und produzierte von nun an untergäriges Bier. Der Fassbieranteil liegt bei 10 % (gegenüber ca. 30 % zur Jahrtausendwende). Die Produkte lassen sich mehreren Märkten zuordnen. Biere der Marke „Wolters“ werden hauptsächlich in der Region Braunschweig getrunken. „Auftragsproduktionen“ erfolgen für Kunden wie zum Beispiel Getränke Ahlers (Hemelinger) und für das niederländische Vertriebsunternehmen United Dutch Breweries (UDB). UDB gehörte früher ebenfalls zu InBev und vermarktet bei Wolters hergestellte Produkte in Südamerika, Asien und Afrika. Aber auch Wolters selbst exportiert Biere, so zum Beispiel im Januar 2008 der erste Export nach China: über 45.000 Flaschen Wolters Pilsener Premium wurden per Container über den Hamburger Hafen verschifft. Derzeit exportiert Wolters Bier und Malztrunk nach Albanien, Benin, Brasilien, Burkina Faso, Kolumbien, Elfenbeinküste, China, Chile, Gabun, Ghana, Irak, Iran, Island, Israel, Litauen, Paraguay, Peru, Russland, Saudi-Arabien, Singapur, in den Tschad, Ukraine, in die Vereinigten Arabischen Emirate und die USA.
Produkte der Hauptmarke Wolters sind unter anderem Schwarzer Herzog und Prinzen Sud.

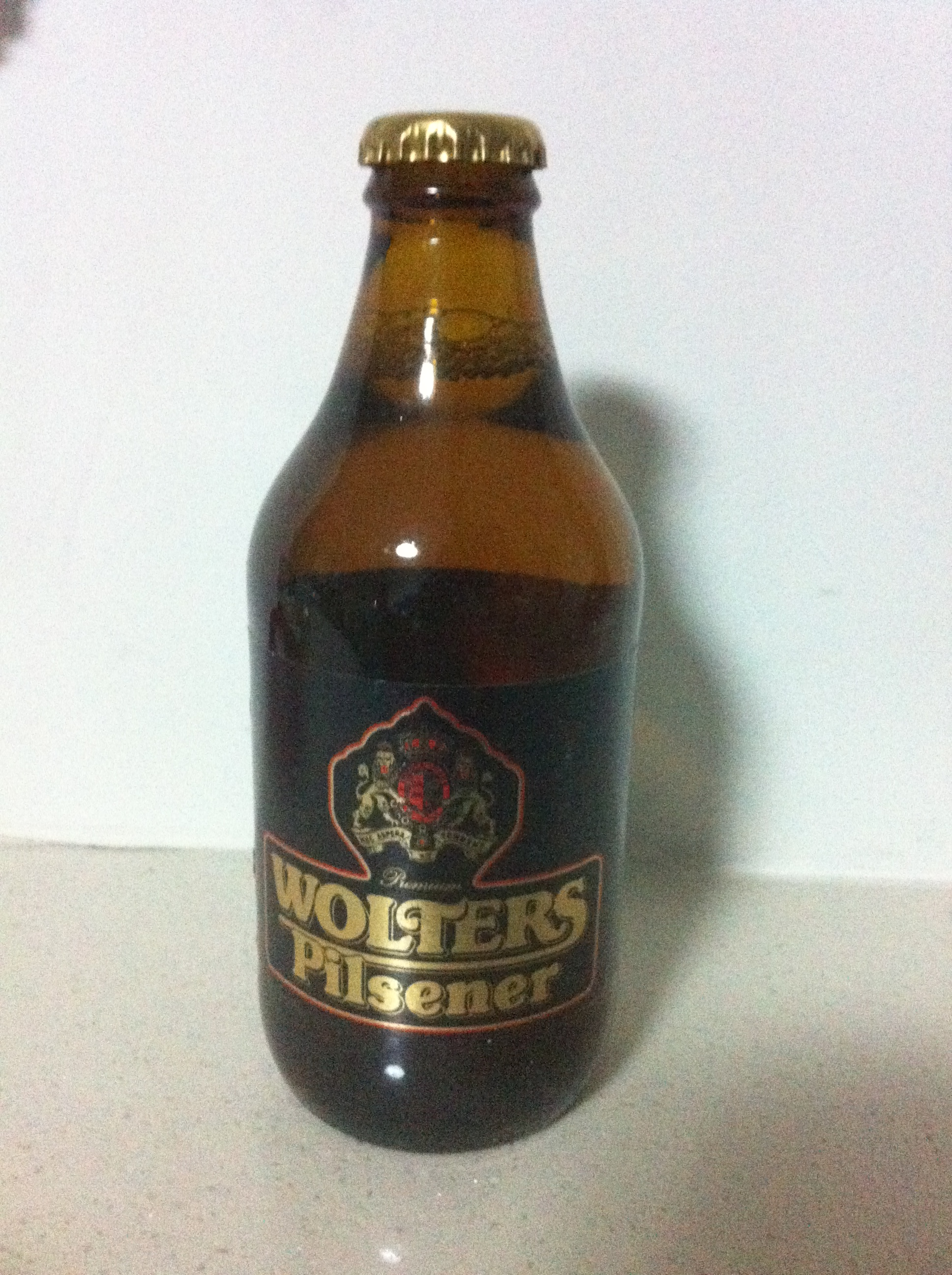
Wolters Pilsener in früherer Einwegflasche

## Sponsoring und Werbung
Das Hofbrauhaus Wolters engagiert sich regional in den Bereichen Kultur und Sport. Von 1987 bis 2011 veranstaltete die Brauerei im Juni auf dem Betriebsgelände ein zweitägiges Brauereihoffest („Wolters Hoffest“), bei dem Jazz-, Blues- und Coverbands auftraten. Heute unterstützt Wolters das „Jazz & Blues Festival Braunschweig“, das Magnifest und den Braunschweiger Karneval. Seit geraumer Zeit gehört Wolters dem Sponsorenpool von Eintracht Braunschweig an und ist seit der Saison 2010/2011 der Anbieter des Stadionbieres. Das Unternehmen wirbt zudem während der Ligaspiele mit Bandenwerbung. Im Herbst 2010 wurde bekannt gegeben, die 0,5-Liter-Dose Wolters Pilsener in einer auf 100.000 Stück limitierten Sonderedition mit dem traditionellen Wappen von Eintracht Braunschweig und dem Schriftzug „Einmal Löwe, immer Löwe“ auf den Markt zu bringen. Bereits vor dem offiziellen Verkaufsstart Mitte November war die gesamte Charge verkauft. Zwei weitere Sammeleditionen erschienen 2011: Dosen mit dem Aufdruck „Werdet zur Legende“ und dem aktuellen Eintracht-Logo beziehungsweise „Nie mehr 3. Liga ... Aufstieg 2011“ mit dem historischen Wappen und dem aktuellen Logo. Beide Dosen kamen in einer Auflage von 150.000 Stück auf den Markt. Seitdem erscheinen in unregelmäßigen Abständen Sondereditionen. Im Regionalsport unterstützt Wolters u. a. im Radsport das Rad- und Jedermannrennen „Rund um den Elm“, das Tennisturnier ATP Challenger Braunschweig und die jährliche Sport-Gala der Braunschweiger Zeitung in der Stadthalle (letztmals am 27. März 2009).

## Sonstiges
Seitdem die Brauerei 1882 das Prädikat „Herzogliches Hofbrauhaus“ erhielt, besteht das Logo aus einem Wappen mit einem Ordenskreuz unter einer großen Krone, flankiert von zwei Löwen. Es handelt sich um das kleine Wappen des Herzogtums Braunschweig mit den zwei lateinischen Wahlsprüchen:
- IMMOTA FIDES –  „Unerschütterlich im Glauben“, auch „Unerschütterliche Treue“[13], Wahlspruch des Ordens Heinrichs des Löwen (Braunschweig).
- NEC ASPERA TERRENT – „Sie fürchten keine Unwegsamkeiten“, auch „Sie fürchten keine Rauheiten“ oder „Sie fürchten sich vor nichts“[13] Wahlspruch des Guelfen-Ordens (Welfen, Hannover). Der Spruch findet sich auch als Randinschrift auf historischen Talermünzen des Herzogtums Braunschweig.

Der aktuelle Slogan lautet „Wohl bekomm’s!“ und wird auf Bierdeckeln und in Werbekampagnen eingesetzt. In den 1970er Jahren war der Spruch „Sei nett zu dir, trink Wolters Bier“ auf Bierdeckeln, Gläsern und weiteren Werbemitteln zu lesen. Der unter Kennern geläufige Ausspruch „Wolters oder Wolters nicht“ war jedoch nie ein offizieller Werbeslogan, wurde aber 1973 im Wolterslied der Braunschweiger Musikergruppe Rik Van Dynkel aufgegriffen und populär gemacht.
Die Deutsche Marine nennt auf dem ersten Boot der neuen Korvetten-Klasse, der Korvette Braunschweig, der Brauerei zu Ehren einen ihrer Gänge unter Deck „Wolters-Gasse“.

## Tonaufnahmen
- Günter Lüdke und Rolf Mamero: Herr Ober, ein Bier! Sketch, Single (A-Seite), 1973.
- Rik Van Dynkel: Wolters oder Wolters nicht! Musik, Single (B-Seite), 1973.